# Sergio Tarquinio
Sergio Tarquinio (* 13. Oktober 1925 in Cremona, Provinz Cremona) ist ein italienischer Comiczeichner.

## Leben und Werk
Tarquinio, der eine Ausbildung zum Maler und Dekorateur erhalten hatte, debütierte im Jahr 1947 mit dem Western-Comic Luna d'argento. Von 1948 bis 1952 hielt er sich in Argentinien auf, wo er unter anderem mit Zeichnerkollegen wie Hugo Pratt zusammenarbeitete. Nachdem er 1952 nach Italien zurückgekehrt war, begann Tarquinio eine Zusammenarbeit mit dem Verlagshaus Dardo, für das er die Serien Marussia, Ray Fox und Condor Gek zeichnete. Ende der 1950er-Jahre begann Tarquinio die Zusammenarbeit mit dem Verlagshaus Sergio Bonelli beziehungsweise dessen Vorgängerunternehmen, für das er die Serien Giubba Rossa und Giudicci Bean illustrierte. Im Jahr 1965 wandte sich Tarquinio dem Superhelden-Genre zu und zeichnete für Mondadori Superman und Batman. In den 1980er-Jahren arbeitete Tarquinio hauptsächlich für das Verlagshaus Bonelli, für das er die Serie Ken Parker zeichnete. Seine darauf folgenden Western-Comics Fra due bandiere und Nuove frontiere wurden in der Zeitschrift Il Giornalino veröffentlicht.